# Shari Redstone
Shari Ellin Redstone (Washington, D.C., 14 de abril de 1954) é uma empresária de mídia norte-americana. Atualmente, é presidente da Paramount Global e da National Amusements. Em 2020, apareceu na lista de 100 pessoas mais influentes do ano pela Time.